# Umut Güzelses
Umut Güzelses (Istanboel, 15 mei 1987) is een Turkse profvoetballer, uitkomend voor Hapoel Tel Aviv. Güzelses heeft zowel een Turks als een Israëlisch paspoort.
Tot 2005 voetbalde Güzelses in de jeugd van Hapoel Tel Aviv. In 2005 maakte hij de overstap naar Fenerbahçe SK. Ondanks dat de spits in 2006 twee keer inviel tijdens een wedstrijd van Fenerbahçe voor de Turkse Beker, debuteerde hij nooit voor de club in een competitiewedstrijd. Güzelses voetbalde vooral voor het tweede van Fener, tot hij in de zomer van 2007 werd verhuurd aan Hapoel Tel Aviv, in 2008 aan Maccabi Herzliya en in 2009 aan Hacettepe Spor Kulübü.
1 Eğribayat ·
4 Söyüncü ·
5 Yüksek ·
6 Djiku ·
8 Yandaş ·
9 Džeko  ·
10 Tadić ·
13 Fred ·
16 Müldür ·
17 Kahveci ·
18 Kostić ·
19 En-Nesyri ·
21 Osayi-Samuel ·
22 Mercan ·
23 Tosun ·
24 Oosterwolde ·
33 Carlos ·
34 Amrabat ·
37 Škriniar ·
40 Livaković ·
50 Becão ·
53 Szymański ·
54 Çetin ·
70 Aydın ·
77 Mimović ·
94 Talisca ·
95 Akçiçek ·
97 Saint-Maximin ·
Coach: Mourinho